# Strinatacarus aelleni
Strinatacarus aelleni är en kvalsterart som beskrevs av Sandór Mahunka 1977. Strinatacarus aelleni ingår i släktet Strinatacarus och familjen Lohmanniidae. Inga underarter finns listade i Catalogue of Life.